# Fulveta de Manipur
La fulveta de Manipur (Fulvetta manipurensis) és una espècie d'ocell de la família dels paradoxornítids (paradoxornitidae), tot i que sovint encara se'l troba classificat amb els sílvids (Sylviidae). Es troba als límits septentrionals del sud-est asiàtic, des de l'estat del Manipur, al nord-est de l'Índia, passant pel nord de Myanmar, sud de la Xina i fins al nord del Vietnam. El seu hàbitat el conformen matollars i boscos tropicals i subtropicals de frondoses humits. El seu estat de conservació es considera de risc mínim.

## Taxonomia
Com altres fulvetes estava classificada a la família dels timàlids (Timaliidae) dins del gènere Alcippe, però es va traslladar de gènere i família quan es va demostrar la seva proximitat genètica amb els membres del gènere Sylvia.
El Congrés Ornitològic Internacional, en la seva llista mundial d'ocells (versió 10.2, 2020) transferí finalment el gènere Fulvetta a la família dels paradoxornítids (Paradoxornithidae). Tanmateix, el Handook of the Birds of the World i la quarta versió de la BirdLife International Checklist of the birds of the world (Desembre 2019), aquest tàxon apareix classificat encara dins de la família dels sílvids.